# Uwe Kleina
Uwe Kleina (* 11. Oktober 1944) ist ein ehemaliger deutscher Fußballspieler. Der Defensivspieler hat bei seinem Jugendverein FC Schalke 04 von 1963 bis 1966 in der Fußball-Bundesliga 19 Ligaspiele absolviert. In der Zweitklassigkeit der Fußball-Regionalliga West kamen bei den Vereinen Bonner SC (30-0), Arminia Bielefeld (60-0) und Preußen Münster (49-2) insgesamt 139 Ligaspiele (2 Tore) hinzu.

## Laufbahn
In der Schalke-Jugend wurde der DFB auf das Defensivtalent von Uwe Kleina aufmerksam und brachte ihn im Jahre 1963 in fünf Spielen in der Jugendnationalmannschaft zum Einsatz, darunter auch die drei Gruppenspiele des UEFA-Turniers im April 1963 in England. Er bildete zusammen mit Jürgen Rumor und Ferdinand Heidkamp die deutsche Läuferreihe. Im Angriff stürmten Günter Netzer, Helmut Sandmann und Klaus Zaczyk.
Kleina begann im Sommer 1963 seine Profikarriere beim FC Schalke 04 in der Bundesliga. Schalke verpflichtete für die neue Leistungskonzentration Nationalspieler Günther Herrmann, Hans-Georg Lambert (beide Karlsruher SC) und Klaus Matischak von Viktoria Köln. Dazu wurden noch aus der Jugend Kleina und Harald Klose in den Lizenzspielerkreis von Trainer Georg Gawliczek aufgenommen. Sein erstes Bundesligaspiel absolvierte er am 12. Oktober 1963 bei einem 2:2-Heimremis gegen den Meidericher SV. Er spielte an der Seite von Hans-Jürgen Becher rechter Verteidiger im damals gebräuchlichen WM-System. In seiner ersten Saison wurde er in 15 Spielen eingesetzt und Schalke belegte den 8. Rang. In den nächsten zwei Runden wurde er jedoch nur noch vier Mal eingesetzt, so dass er in den drei Jahren auf insgesamt 19 Spiele in der Bundesliga und zwei im DFB-Pokal kam.
1966 wechselte er gemeinsam mit den Schalker Mannschaftskollegen Werner Grau, Heinz-Dieter Lömm und Torhüter Horst Mühlmann in die Regionalliga West zum Aufsteiger Bonner SC und absolvierte für Bonn 30 Spiele. Nach dem Abstieg mit 22:46 Punkten an der Seite von weiteren Mitspielern wie Manfred Cremer und Peter Rübenach wechselte er gemeinsam mit Mannschaftskamerad Heinz-Dieter Lömm nach nur einem Jahr zum Ligakonkurrenten Arminia Bielefeld, wo er zwei Jahre blieb. An der Seite von Ulrich Braun, Dietmar Erler, Bernd Kirchner, Norbert Leopoldseder, Horst Stockhausen und Rekordtorschütze Ernst Kuster mit 28 Treffern in der Saison 1967/68, kam er in 60 Spielen zum Einsatz und erreichte in seinem ersten Bielefelder Jahr, 1967/68, den 4. Rang. Zur Runde 1969/70 schloss er sich dem Ligakonkurrenten Preußen Münster an. In den zwei nächsten Runden 1969/70 und 1970/71 war er für den SC Preußen Münster an der Seite von Mitspielern wie Heinz-Rüdiger Voß, Falk Dörr und Torjäger Gerd Kasperski aktiv und erzielte in 49 Spielen 2 Tore. Er musste sich aber mit Mittelfeldrängen 7. und 9. begnügen. Nach insgesamt 139 Spielen von 1966 bis 1971 in der Regionalliga kehrte er zur Runde 1971/72 wieder zum Bonner SC zurück.
Er gewann mit dem BSC auf Anhieb die Meisterschaft in der Verbandsliga Mittelrhein, scheiterte aber in der RL-Aufstiegsrunde an den Sportfreunden Siegen. Uwe Kleina wohnt heute in der Nähe von Bonn.